# سیارک ۲۶۴۷
سیارک ۲۶۴۷ (به انگلیسی: 2647 Sova، نامگذاری:1980SP) دو هزار و ششصد و چهل و هفتمین سیارک کشف شده‌است که در ۲۹ سپتامبر ۱۹۸۰ کشف شد.
قدر مطلق سیارک برابر ۱۲٫۵۰ است.